# Cantone di Buenos Aires
Il cantone di Buenos Aires è un cantone della Costa Rica facente parte della provincia di Puntarenas.

## Geografia antropica

### Suddivisioni amministrative
Il cantone  è suddiviso in 8 distretti:
- Biolley
- Boruca
- Buenos Aires
- Chánguena
- Colinas
- Pilas
- Potrero Grande
- Volcán